# Sulztal an der Weinstraße
Sulztal an der Weinstraße là một đô thị thuộc huyện Leibnitz trong bang Steiermark, nước Áo. Đô thị Sulztal an der Weinstraße có diện tích 2,28 km², dân số cuối năm 2005 là 505 người.